# Zuoke
Zuoke, narod u središnjem dijelu istočnog Yunnana u Kini. Zuoke jezično pripadaju široj skupini Lolo i preko njih tibetsko-burmanskim narodima, no oni odbijaju priznati da su Yi. Ostali susjedi nazivaju ih Niuweiba, Changpu i Baipu (ili Bijeli Pu).
Prema njihovoj oralnoj tradiciji njihova domovina nalazila se u središnjem dijelu zapadnog Yunnana odakle su se doselili u sadašnji kraj (Wenshan) u vrijeme kraljevstva Nanzhao, odnosno oko 900 godine iza Krista.
Zuoke se razlikuju i od svojih susjeda Poluo, piše Jamin Pelkey. Kineski antropolog Lu Jinyu koji je posjetio svih njihovih 16 sela piše da imaju posebne običaje i festivale koje održavaju tijekom godine. Oni su politeistički animisti. Njihove kuće uvijek su građene u blizini nekog izvora vode, a bunare nikad ne kopaju iz straha da ne presjeku  'zmajeve žile' .

## Jezik
Zuoke govore jezikom sani yi, članom jugoistočnih yi jezika.

## Sela
Zuoke sela u kojima žive isključivo oni sami su: Daxing, Wujia, Nanlinke, Kemali, Yahu, Shangziongdong, Shazipo, Jiahu, Yujiake, Bairenjiao, Shujingwan i Liujia. U ostala 4 sela Xiaxiongdong, Banzhai, Youshidongzhong i Guniang žive s pripadnicinma drugih naroda.

## Vanjske poveznice
- Zuoke of China